# ضرب دهانی

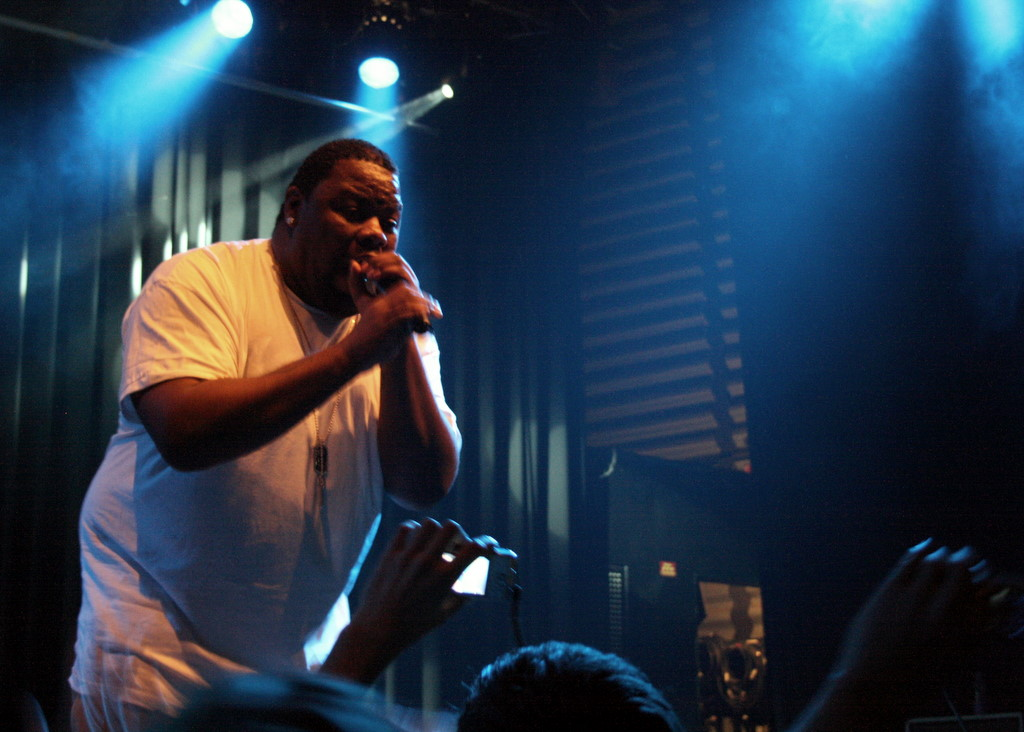
بیز مارکی در حال بیت‌باکس زدن

بیت‌باکس زدن یا ضرب دهانی یا حنجره‌نوازی (به انگلیسی: Beatboxing) نیز نوشته می‌شود و شکلی از سازهای کوبه‌ای است. بیت‌باکس در واقع هنر تولید ضرب درام، ریتم و موسیقی با استفاده از دهان است. امروزه بیت‌باکس جزو یکی از ۵ عنصر اصلی موسیقی هیپ هاپ شمرده می‌شود اگرچه بیت‌باکس تنها محدود به موسیقی هیپ هاپ نیست. ترانه آن دختر مال من است از مایکل جکسون   اولین ترانه‌های معاصری است که از بیت باکس زدن در آن استفاده شده است.

## امروزه
امروزه بیت باکس یک هنر کاملاً مستقل از هیپ هاپ است و به تنهایی شناخته شده و گسترش یافته است.
اما همچنان آن را بخشی از هیپ هاپ میدانند